# Achaearanea propera
Achaearanea propera là một loài nhện trong họ Theridiidae.
Loài này thuộc chi Achaearanea. Achaearanea propera được Eugen von Keyserling miêu tả năm 1890.